# British Rock Meeting
Das British Rock Meeting (im Rückblick auch als 1. British Rock Meeting bezeichnet) war ein Musikfestival mit mehr als 25.000 Besuchern, das am 4. und 5. September 1971 auf einer Rheinhalbinsel in Speyer stattfand.

## Geschichte und Ablauf
Zweiundzwanzig vorwiegend englische Sänger und Bands traten auf, darunter Fleetwood Mac, Deep Purple, Black Sabbath, Beggars Opera, Rory Gallagher und East of Eden. Der Eintritt betrug 20 DM.
Die Stadt Speyer hatte nur 10.000 Besucher genehmigt. Angesichts des Besucheransturms brach die Organisation weitgehend zusammen, es gab zu wenig Versorgungseinrichtungen, die sanitären Anlagen reichten nicht aus. Der Platzmangel auf dem privaten Grundstück hätte durch die Freigabe angrenzender kommunaler Flächen abgemildert werden können, was die Stadt jedoch ablehnte.
Die Polizei war auf die großen Menschenmassen nicht vorbereitet, im Stadtgebiet gab es Probleme mit der Verkehrsregelung bei der An- und Abfahrt der Besucher. Ein Polizeisprecher bestätigte den Festivalbesuchern indes, sie hätten sich „äußerst diszipliniert“ verhalten, ein Einschreiten auf dem Gelände sei nicht nötig gewesen. Das Landeskriminalamt habe eine Sonderkommission eingesetzt, die sich „im Wesentlichen“ auf Beobachtungen beschränkt habe.
Zahlreiche Personen mussten, oft wegen Fußverletzungen durch Glassplitter, behandelt, andere aufgrund von Drogenproblemen medizinisch und psychologisch betreut werden. Laut Auskunft eines eingesetzten Arztes sei die Anzahl der Verletzten angesichts der Besucherzahl aber „durchaus nicht zu hoch“ gewesen. Schlägereien oder größere Streitigkeiten wurden nicht beobachtet.
Veranstalter der Festivals waren Marcel Avram und Marek Lieberberg von Mama Concerts. Die auf dem Plakat nicht angekündigten Deep Purple erhielten für ihren Auftritt fast 50.000 DM.

## US-amerikanische Soldaten
Die amerikanische Armee unterstützte zunächst die Veranstaltung von Rockfestivals im Rhein-Main-Gebiet, darunter auch das British Rock Meeting. Die GIs konnten Eintrittskarten an Vorverkaufsstellen im Armeegelände erwerben, der Soldatensender AFN warb dafür, Busfahrten von den Kasernen zum Konzert wurden organisiert. Die Soldaten machten durchschnittlich 50 bis 70 Prozent der Festivalbesucher aus.  Das 2. British Rock Meeting fand im Mai 1972 in Germersheim statt. Im Sommer 1973 wurde die Zusammenarbeit von der US-Army aufgekündigt. Mit der Begründung „ohne unser amerikanisches Stammpublikum wäre der ganze Aufwand für die Katz“ sagte Lieberberg ein drittes British Rock Meeting kurzfristig ab.

## Sonstiges
Als „British Rock Meeting“ wurden auch Veranstaltungen am 23. Juni 1979 auf der Freilichtbühne Loreley, am Folgetag in der Dortmunder Westfalenhalle und am 1. Juli 1979 im olympischen Reitstadion Riem bei München bezeichnet. Auf der Freilichtbühne Loreley traten unter anderem The Police, Barclay James Harvest, Dire Straits, Talking Heads und Dr. Feelgood auf, in Dortmund unter anderem The Police, Barclay James Harvest, Dire Straits und Dr. Feelgood, in München-Riem unter anderem Barclay James Harvest, Dire Straits, Dr. Feelgood, Sniff ’n’ the Tears, Talking Heads und Whitesnake.